# کلورانیل
کلورانیل (به انگلیسی: Chloranil) با فرمول شیمیایی C6Cl4O2 یک ترکیب شیمیایی است. که جرم مولی آن ۲۴۵٫۸۸ گرم بر مول می‌باشد. 